# 3마이
《3마이》는 대한민국의 음악인 싸이의 3집 정규 앨범으로, 앨범 제목은 "싸구려"라는 뜻을 가진 일본어 단어인 "쌈마이"(정확한 일본어 발음은 "삼마이")에서 유래된 이름이다. 2집 정규 앨범인 《싸2》와는 달리 가사에서 욕이 들어간 곡은 `bitch` 단 한 곡을 제외하고는 없다는 것이 특징이다. 타이틀 곡은 같은 해에 열렸던 2002년 FIFA 월드컵 길거리 응원에서 영감을 얻은 노래 `챔피언`이며 비버리힐즈 캅 3(Beverly Hills Cop III) 메인 테마를 샘플링한 노래였다.
반면 싸이의 복귀에 대해서는 2001년 11월에 있었던 대마초 흡연 사건이 일어난 지 불과 1년 3개월만의 컴백이 이른 게 아니냐는 의견도 있었다.
앨범에는 이선희, 김완선, 이재훈 등 유명 가수들이 객원 보컬로 참여했으며 수록곡 중 `퀸`에서는 싸이의 친누나 박재은이 참여하기도 했다.

## 수록곡
| #             | 제목                                              | 작사·작곡     | 편곡          | 재생 시간 |
| ------------- | ------------------------------------------------- | ------------- | ------------- | --------- |
| 1.            | 〈Intro〉 (Feat. Ray)                             |               | hanco         | 2:36      |
| 2.            | 〈안녕히〉 (Feat. 이선희)                         | 싸이          | 싸이          | 3:24      |
| 3.            | 〈챔피언〉                                        | 싸이          | 싸이          | 3:06      |
| 4.            | 〈빤빠라〉                                        | 싸이          | 싸이          | 3:17      |
| 5.            | 〈반말합시다〉                                    |               | 싸이          | 3:22      |
| 6.            | 〈낙원〉 (Feat. 이재훈 of 쿨)                     | 싸이          | 싸이          | 3:40      |
| 7.            | 〈퀸〉 (Feat. 박재은)                             | 싸이          | 싸이          | 3:02      |
| 8.            | 〈난장 Blues〉                                    | 싸이          | 싸이          | 3:24      |
| 9.            | 〈불장난〉 (Feat. Ray)                            |               | 싸이          | 2:54      |
| 10.           | 〈Night〉 (Feat. 박미경)                          |               | 유건형        | 3:18      |
| 11.           | 〈Bitch〉 (Feat. Ray)                             |               | hanco         | 2:14      |
| 12.           | 〈바쳐〉 (Feat. 요한)                             |               | 싸이          | 3:24      |
| 13.           | 〈로얄 패밀리〉 (Feat. 김준혁 a.k.a Kirk, 김우근) |               | 김준혁        | 3:23      |
| 14.           | 〈안돼요〉 (Feat. 김완선)                         |               | hanco         | 4:13      |
| 15.           | 〈Outro〉 (back to the PSYcho world!)             |               | hanco         | 2:15      |
| 총 재생 시간: | 총 재생 시간:                                     | 총 재생 시간: | 총 재생 시간: | 47:46     |

## 참여
이 목록은 해당 앨범의 부클릿에서 발췌하였다.
- 싸이 - 랩, 보컬, 코러스(3, 5, 7~9, 12, 13)

| 참여 음악인 - 이태윤 - 베이스 기타(3, 5, 6, 8, 13, 14) - 유태준 - 기타(3, 5, 6, 7, 14) - 강수호 - 드럼(3) - 오요환, 오조환, 배신희 - 현악(4, 6) - 오조환 - 바이올린, Pizzacato(8) - 김동하 - 트럼펫(8) - 장효석 - 섹소폰(8, 13) - 이한진 - 트럼본(8) - 빈칸채우기 - 코러스(5, 7) - 빈칸 - 합창(7, 10) | 스탭 - 싸이 - 프로듀서, 이그제큐티브 프로듀서(박재상), 녹음: 야마 House(3, 5, 7, 8, 12, 13) - 고한종 a.k.a hancO - CO 프로듀서 - 양수열, 구자훈(예당스튜디오) - 녹음, 믹싱(1~14) - 구자훈 - 믹싱(15) - 윤상철(Ono 스튜디오) - 녹음 - 최효영(Sonic Korea) - 마스터링 - 유재웅, 방윤태(Super Bang), 황규완, 정태창 - 매니저 - 조해성, Mania - 안무 - 김수진과 자매들 - 스타일리스트 - 吳自畵 - 아트 디렉터 |

## 기사 인용
1. ↑  문화일보 (2002년 10월 7일). “싸이 위선 가득한 세상 조롱”. 문화일보.
2. ↑  동아일보 (2002년 10월 8일). “싸이가 변했다…노래도 변했다”. 동아일보.
3. ↑  《3마이》 라이너 노츠